# 146 г. пр.н.е.
146 (сто четиридесет и шеста) година преди новата ера (пр.н.е.) е година от доюлианския (Помпилийски) римски календар.

## Събития

### В Римската република
- Консули са Гней Корнелий Лентул и Луций Мумий Ахаик.
- Публий Корнелий Сципион Емилиан Африкански превзема Картаген. Край на Третата пуническа война. 50 000 от неговите жители са пленени и продадени в робство, градът е разрушен, а владенията му са присъединени към Римската република като провинция Африка.[1][2]
- Война на Рим срещу ахейците. Победи на Квинт Цецилий Метел Македоник и консула Луций Мумий. Коринт е превзет, плячкосан и разрушен. Ахейският съюз е разпуснат. Създадена е римската провинция Македония.[1][2]

### В Тракия
- Царят на Пергам Атал II, който подкрепя римляните в Ахейската война, побеждава принц на тракийското племе кайни Дигилис в Тракия.[2]

## Починали
- Критолай, стратег на Ахейския съюз